# Skjult kamera
Skjult kamera er et TV-underholdningsconcept, hvor intetanende mennesker udsættets for en practical joke, mens de filmes med et kamera, som de ikke kan se. Det ligner næsten en sketch.
Ofte er det almindelige mennesker, der er "ofre" for skjult kamera, men også kendte kan være "ofre". TV-programmet Her er dit liv indledes med skjult kamera, og den kendte "kapres" til programmet.
I Danmark er de klassiske eksempler Lotte Tarps bøn om hjælp til at slå en liggestol ud og Robert Larsens henvendelse med sort tale til tilfældige på Strøget.
Skjult kamera er også blevet benyttet til virale markedsføringsvideoer.